# 瓦伊塔奧爾霍山
14°51′03″S 72°38′12″W / 14.85083°S 72.63667°W
瓦伊塔奧爾霍山（Wayta Urqu），是秘魯的山峰，位於該國南部阿雷基帕大區，由拉烏尼翁省的普伊卡區負責管轄，屬於萬索山脈的一部分，海拔高度5,100米。